# Ophiorosellinia costaricensis
Ophiorosellinia costaricensis är en svampart som beskrevs av J.D. Rogers, A. Hidalgo, F.A. Fernández & Huhndorf 2004. Ophiorosellinia costaricensis ingår i släktet Ophiorosellinia och familjen kolkärnsvampar.   Inga underarter finns listade i Catalogue of Life.